# 奥尔登 (洛萨达)
奥尔登是葡萄牙波尔图区的一个堂区。总面积2.73平方公里，总人口1294人，人口密度474人/平方公里。